# Canal Siversky Donets-Donbass
Le canal Siversky Donets-Donbass (CSDD) est un canal situé dans l'est de l'Ukraine, long de 133,4 km.
Il s'écoule du nord au sud, reliant la rivière Siversky Donets (ou simplement Donets) et le fleuve Kalmious, de Sloviansk à Marioupol. Il passe ainsi par Tchassiv Iar, Toretsk, Horlivka, Avdiïvka, Donetsk, Marïnka, Volnovakha. Il est en partie souterrain, s'écoulant dans des tuyaux sur plusieurs kilomètres.
Durant la guerre russo-ukrainienne, à partir de 2014, le canal est situé en partie sur la ligne de front et devient un enjeu de coopération entre l'Ukraine et les républiques séparatistes du Donbass. Avec l'invasion russe, le contrôle du canal prend encore plus d'importance.
Il est géré par la compagnie privée Voda Donbassa (« Eau du Donbass »), épaulée par plusieurs ONG humanitaires.

## Situation géographique

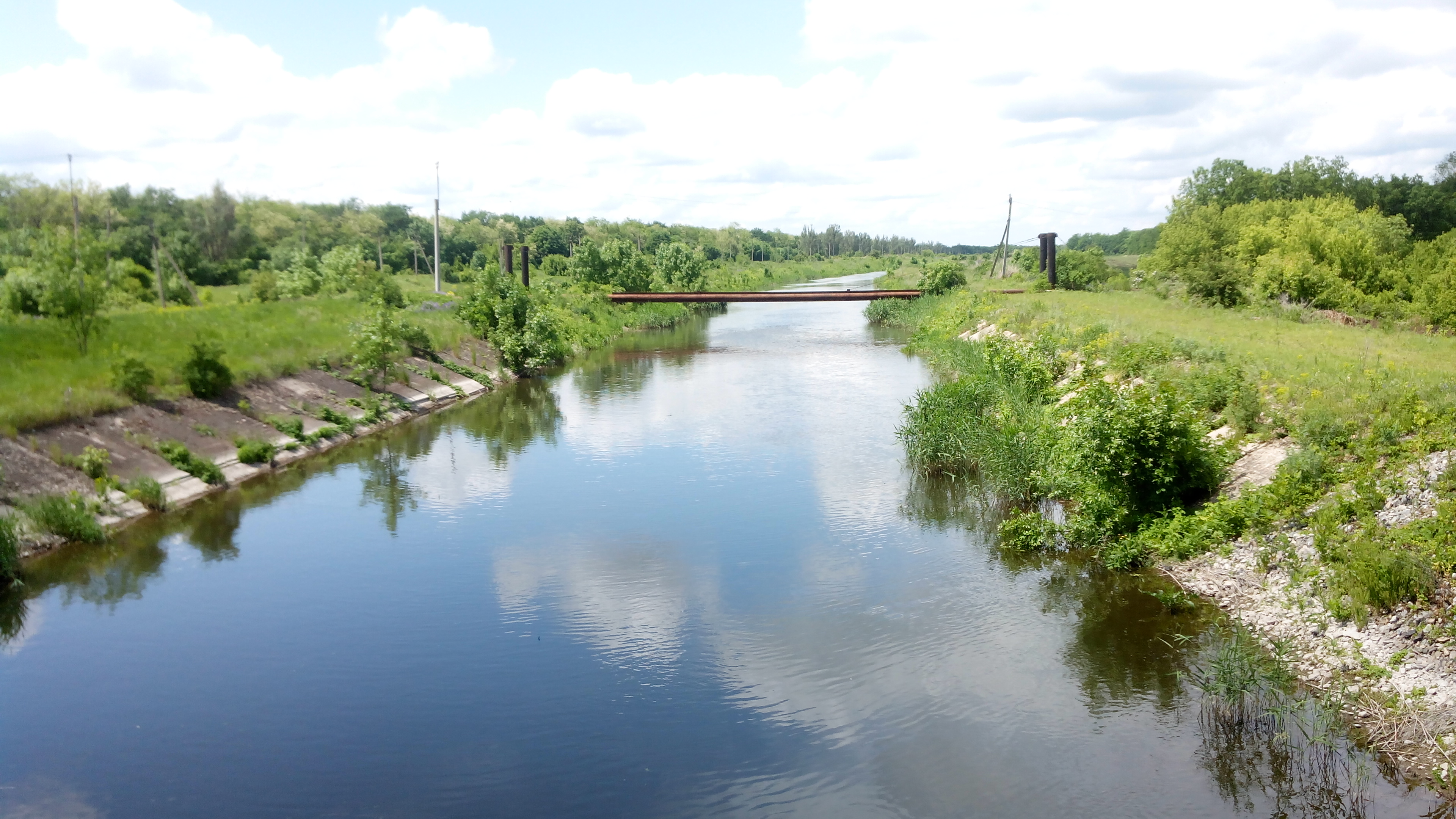
Autre vue du canal près de Tchassiv Iar.

Le canal est situé dans l'est de l'Ukraine et s'étend sur 133,4 km. Il s'agit d'une structure hydraulique reliant le Siversky Donets au fleuve Kalmious, près de Marioupol.
Le CSDD s'écoule du nord au sud dans la région du Donbass, de Sloviansk à Marioupol, en passant par Tchassiv Iar, Toretsk, Horlivka, Avdiïvka, Donetsk, Marïnka et Volnovakha. Une branche dérivée se détache du canal entre Horlivka et Avdiïvka, pour rejoindre Donetsk et la source du fleuve Kalmious, et de nombreux pipelines secondaires relient le canal et les plus petites localités des alentours. Une autre source considère que le CSDD désigne uniquement la branche allant de la périphérie de Sloviansk à Donetsk et que le canal partant de Horlivka pour rejoindre Marioupol se nomme le « Pipeline d’eau du sud du Donbass » (South Donbas Water Pipeline, SDWP), mais précise que les deux infratructures « fonctionnent comme un seul système ».

## Caractéristiques techniques
La longueur totale du canal est de 133,4 km, mais 107 km seulement sont des canaux terrestres traditionnels, à l'air libre. Les 26,4 km restants sont constitués de pipelines tubulaires qui enjambent d'autres rivières, une voie ferrée, des routes ou des ravins. Ils se composent de deux ou trois tuyaux d'un diamètre de plus de 2 mètres et d'un équipement de pompage supplémentaire.
La structure du canal comprend aussi quatre stations qui remontent l'eau du canal jusqu'à la crête de Donetsk, à une altitude d'environ 200 mètres. Cinq réservoirs sont créés en aval du canal pour assurer un fonctionnement ininterrompu, même en cas d'accident : Karlivka, Volynets, Artemivske, Horlivka et Verkhnia Kalmious, d'un volume total de 64 millions de m3,.
Au total, l'infrastructure compte 19 centres de filtration de l'eau qui assurent sa potabilisation et 250 stations de pompage d'eau tout le long du canal.

## Histoire

### Construction
L'industrialisation du Donbass à la fin du XIXe et au début du XXe siècle épuise les réserves d'eau douce de la région de Donetsk. D'une part, la production industrielle nécessite d'importants volumes d'eau douce : par exemple, 30 m3 d'eau sont nécessaires pour fondre une tonne de fer, 20 m3 pour fondre une tonne d'acier, jusqu'à 500 m3 sont utilisés pour produire 1 000 kilowatts d'électricité et chaque tonne de charbon extraite nécessite un mètre-cube d'eau. D'autre part, l'exploitation des gisements de minerais souterrains (principalement le charbon) entraîne une forte baisse du niveau des nappes phréatiques.
L'oblast de Donetsk n'ayant pas de grandes rivières, un canal est construit à partir de la rivière Siversky Donets pour approvisionner l'industrie de l'oblast. Un décret gouvernemental sur la construction du canal Siversky Donets-Donbass est adopté en 1954. La construction débute le 9 août 1955 et dure jusqu'en 1958. Le canal Siversky Donets-Donbas est conçu à l'origine pour un débit d'eau de 25 m3/s.
Avant l'ouverture du Canal Dniepr - Donbass, qui réalimente le bassin du Siversky Donets avec l'eau du Dniepr/Dnipro, le volume de prise d'eau en été dépasse le débit du Donets, qui, les années sèches, tombe en dessous de 10 m3/s. Par conséquent, afin de maintenir le fonctionnement du canal en été, le réservoir d'Oskil est construit en 1957 sur l'affluent du Siversky Donets, la rivière Oskil, dans l'oblast de Kharkiv, pour réguler le débit de l'eau dans le Siversky Donets, conformément aux contraintes techniques du CSDD.
En 1979, le canal est rénové pour augmenter sa capacité de transport, qui passe à 43 m3/s. L'utilisation réelle du canal diminue en raison du déclin industriel de l'Ukraine. Alors qu'en 1990 le canal est utilisé pour transporter 35,5 m3/s, son débit en 2000 n'est plus que de 27,4 m3/s.
La ville de Marioupol, dépendante du canal, est obligée de stocker l'eau dans le réservoir de Starokrymsky, ce qui altère sa qualité. Pour sécuriser son approvisionnement en eau sans faire appel au réservoir de Pavlopil, trop proche de la ligne de front, la ville lance un projet de station de traitement de l'eau. Un contrat à 64 millions d'euros est signé avec la France.

### Durant la guerre du Donbass
Dans le Donbass, avant même la guerre, de nombreux villages reculés n'ont pas accès à l'eau potable, ou seulement pour une partie des habitations, et doivent compter sur leurs puits. Ceux-ci s'assèchent progressivement, en particulier en 2016, à la suite d'une succession de sécheresses.
Lorsque débute la guerre du Donbass en avril 2014, le canal constitue en de nombreux points la ligne de front entre les forces séparatistes du Donbass et les Forces armées de l'Ukraine. Il suit sur plusieurs kilomètres la frontière de facto et la traverse à quatre reprises, deux tiers de sa longueur environ se trouvent en territoire séparatiste.
La guerre rend extrêmement difficile les réparations et de nombreux ouvriers sont blessés, que ce soit par des tirs d'artillerie ou des mines placées par les deux camps. Au total, entre 2014 et 2019, neuf employés de Voda Donbassa sont tués et 26 blessés.
Les employés de l'entreprise sont obligés d'aller effectuer les travaux obligatoires sous la menace de la guerre. Chaque opération de réparation ou d'entretien doit se faire lors d'une « fenêtre de silence », un cessez-le-feu temporaire négocié sous la médiation de l'OSCE, procédure qui peut durer plusieurs semaines. Les techniciens de réparation sont escortés par la Croix-Rouge — qui joue le rôle de bouclier humain — et des agents de l'OSCE jusqu'à la zone d'intervention, accompagnés de soldats du génie, chargés de déminer.
Le 23 octobre 2018, l'un des camions d'intervention, transportant la pelleteuse, saute sur une mine, blessant gravement les ouvriers. Plutôt que de blâmer les démineurs, la Police ukrainienne accuse les séparatistes d'avoir commis un attentat délibéré, bien qu'il soit impossible de savoir quel camp a placé les mines.

### Durant l'invasion de l'Ukraine par la Russie
Le 24 février 2022, Vladimir Poutine lance l'invasion de l'Ukraine. Après l'offensive ratée sur Kyiv, l'armée russe se recentre sur son objectif de conquérir le Donbass. Le canal devient la ligne de front sur une plus longue distance. Les frappes d'artillerie, bien plus nombreuses qu'entre 2014 et 2022, provoquent la destruction d'une partie des pipelines et des sous-stations et l'arrêt des usines, qui manquent d'électricité pour fonctionner.
Le média américain Daily Kos postule que le contrôle du trajet du CSDD pourrait être l'un des buts de guerre de Vladimir Poutine, afin de rendre les zones contrôlées économiquement viables du fait de leur approvisionnement garanti en eau.
Après la prise de Bakhmout et d'Ivanivske par la Russie, les forces russes avancent jusqu'à proximité du CSDD, dans une zone où celui-ci sort de terre sur quelques centaines de mètres, constituant une « fortification naturelle ». Lors de la bataille de Tchassiv Iar, le contrôle du canal et l'établissement d'une tête de pont à l'ouest de celui-ci sont des objectifs majeurs pour la Russie. Début juin 2024, un assaut russe pour tenter de franchir l'un des quatre ponts sur le canal échoue, repoussé par la 115e brigade mécanisée.

## Exploitation du canal

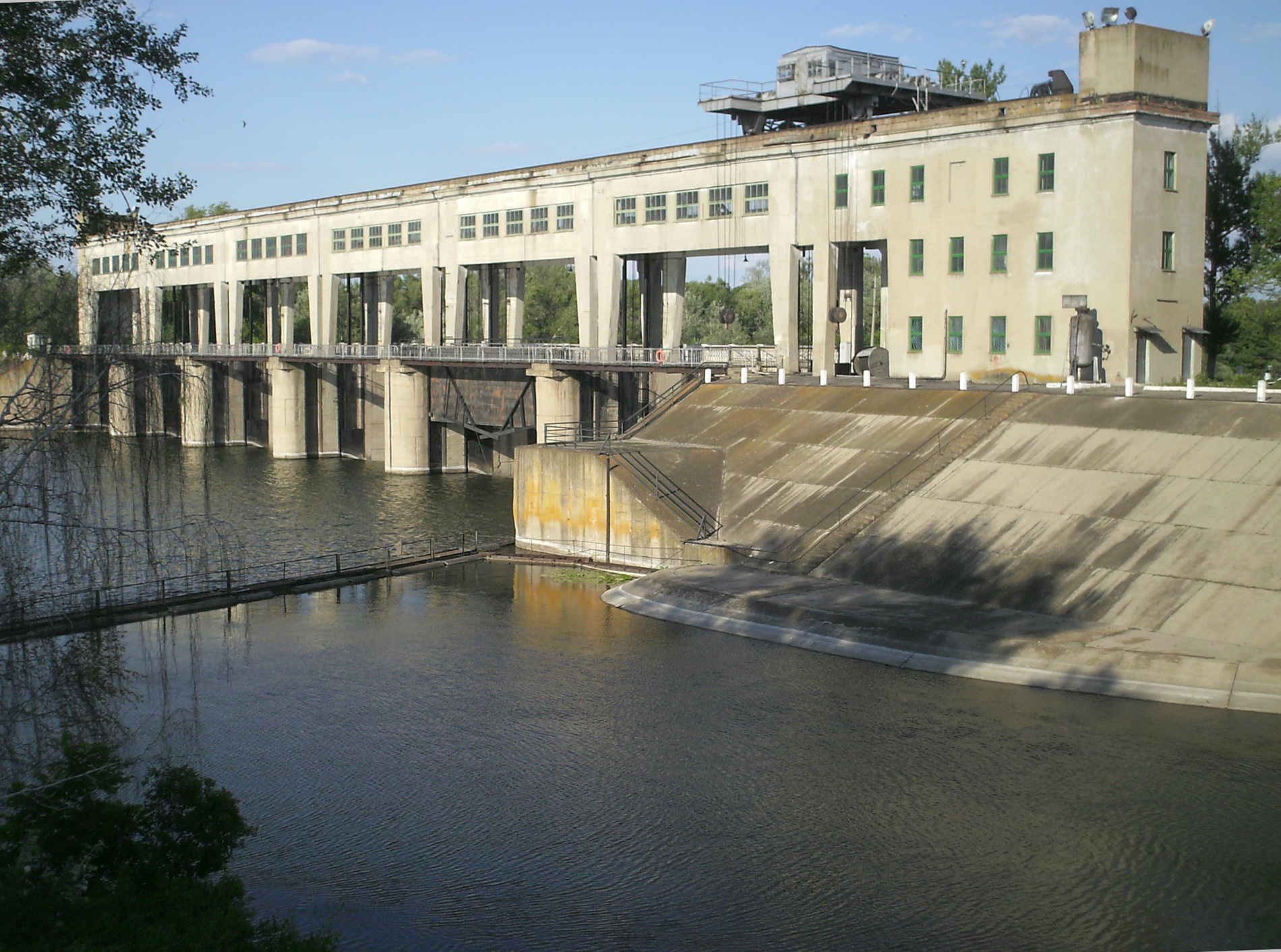
Barrage marquant le début du canal, au nord-ouest de Sloviansk.

Avant la guerre, le canal assure l'approvisionnement en eau potable d'une partie de la région du Donbass. Le CSDD fournit aussi de l'eau aux usines de la région, un bassin ouvrier très industrialisé.
Il est géré par l'entreprise privée Voda Donbassa (« Eau du Donbass »), qui compte 12 000 salariés. La situation devient difficile lors de la guerre du Donbass où un « flou légal absolu » s'installe. Le siège social est officiellement installé à Donetsk, dans la zone contrôlée par les séparatistes, mais l'entreprise opère aussi depuis Pokrovsk, bastion aux mains des Ukrainiens, plus à l'ouest, ce qui oblige certains employés à faire des trajets entre l'Ukraine et la république autoproclamée. La majorité des bureaux et locaux administratifs se trouvent toujours en territoire contrôlé par l'Ukraine. L'entreprise continue à fournir en eau les régions séparatistes de la RPD et de la RPL, qui paient en roubles russes les salaires des employés locaux — une situation illégale, tandis que les consommateurs côté ukrainien paient en hryvnias.
Les autorités séparatistes souhaitent nationaliser l'entreprise, comme ils l'ont fait avec d'autres compagnies auparavant privées, ce que refuse Kyiv qui menace dans ce cas de couper l'approvisionnement en eau. Un texte de loi est préparé pour, selon le numéro 2 de Voda Donbassa, Viktor Zavodovsky, « clarifier notre statut, [...] travailler sans entraves sur les deux territoires, en assurant la sécurité de nos employés, le passage de la ligne de contact, le versement des salaires dans deux devises différentes », mais la crainte de « l’entérinement d’une situation qui est censée demeurer temporaire » fait échouer leur adoption. La situation reste donc dans un relatif statu quo. Viktor Zvodovsky affirme : « Nous sommes voués à rester unis, le système ne peut fonctionner et exister que s’il est entier ».
L'entreprise réalise des partenariats d'investissement avec des ONG humanitaires comme Première Urgence Internationale ou People in Need et obtient des financements de l'Unicef. Ces organisations sont principalement chargées d'assurer les distributions d'eau dans les régions non reliées au réseau ou victimes des combats.